# Mirosław Sznaucner
Mirosław Sznaucner (ur. 9 maja 1979 roku w Będzinie) – polski piłkarz występujący na pozycji obrońcy.

## Kariera klubowa
Mirosław Sznaucner jest wychowankiem klubu HKS Szopienice. W 1999 roku trafił do ówczesnego spadkowicza z I ligi, GKS-u Katowice. W tym klubie grał w sumie przez 4 lata. W 2003 roku wyjechał do Grecji, by grać w Iraklisie Saloniki. W barwach tego klubu rozegrał 94 mecze ligowe w Alpha Ethniki. Od 2007 do 2012 roku reprezentował barwy lokalnego rywala, PAOK-u.

## Kariera reprezentacyjna
Mirosław Sznaucner ma za sobą dwa występy w reprezentacji Polski. Debiutował w niej w 2003 roku.

## Sukcesy
- III miejsce w turnieju o Mistrzostwo Polski 2002/03
- Wicemistrzostwo Grecji: 2009